# 円満院 (足利政知側室)
円満院（えんまいん、? - 延徳3年7月1日（1491年8月6日））は、堀越公方・足利政知の側室、または正室。室町幕府の第11代将軍・足利義澄の生母。父は武者小路隆光。

## 生涯
権大納言・武者小路隆光の娘として生まれる。堀越公方・足利政知の側室（または正室）となり、次男・清晃（後の足利義澄）、三男・潤童子の生母となる。
延徳3年（1491年）4月、夫・政知が死去すると、円満院が家政を差配し、潤童子による家督継承が図られた。
だが、かつて政知によって廃嫡・幽閉されていた茶々丸（潤童子の異母兄）によって、7月1日に円満院は潤童子共々殺害された。殺害された理由としては、一説に自らの子である潤童子を政知の後継に据えるために円満院が茶々丸を讒言しており、それが廃嫡・幽閉に繋がっていたことを恨んでいたためともされている。
やがて、京都にいた清晃が義澄として11代将軍に就任すると、幕府奉公衆であった伊勢盛時（宗瑞、北条早雲）に仇討ちを命じ、生母と実弟を殺害した茶々丸を攻撃させたのが、いわゆる伊豆討ち入りであったといわれている。